# حذلوم
الساسابي أو الحُذْلُوم (الاسم العلمي: Damaliscus) هو جنس من الثدييات يتبع فصيلة البقريات من رتبة مزدوجات الأصابع. جنس أبقار وحشية قريبة من الثيتل لكنها أصغر جثة وأقصر رأساً وأرفع حراكاً وأخفض كفلاً. قرونها كثيرة الحيد قليلة الأحديداب. أثوابها إلى الصهبة يعلوها قتم وتوشيح.

## أنواع الساسابي
- الثيتل المؤزر
  - الثيتل الأغر
- الثيتل الهجين
  - ثيتل السنغال
- †ساسابي مرتفع الأسنان
- †ساسابي قطيعي